# أنخيل خيمينيز
أنخيل خيمينيز (بالإسبانية: Ángel Giménez)‏ هو لاعب كرة مضرب إسباني، ولد في 10 أكتوبر 1955 في برشلونة في إسبانيا.

## وصلات خارجية
- أنخيل خيمينيز على موقع رابطة محترفي التنس (الإنجليزية)
- أنخيل خيمينيز على موقع الاتحاد الدولي لكرة المضرب (الإنجليزية)
- أنخيل خيمينيز على موقع كأس ديفيز (الإنجليزية)
- أنخيل خيمينيز على موقع خلاصة التنس.كوم (الإنجليزية)